# نارام سین
نارام‌سین (به آکدی: 𒀭𒈾𒊏𒄠𒀭𒂗𒍪: DNa-ra-am DSîn، به معنای «محبوبِ ایزد ماه سین» که در این زبان علامتِ "𒀭" نشانه‌ای برای نام ایزدان است)، فرمانروای امپراتوری اکد بود. سلطنت او حدوداً ۲۲۵۴ تا ۲۲۱۸ پیش از میلاد به طول انجامید. او سومین جانشین و نوهٔ شاه سارگون بزرگ، بنیان‌گذار امپراتوری پهناور اکد، بود.
نارام‌سین امپراتوری اکد را به اوج قدرت و گستردگی خود رساند. او در میان تمامی پادشاهان بین‌النهرین، اولین کسی بود که ادعای الوهیت کرد و خود را «خدای اکد» نامید. علاوه بر این، نارام‌سین اولین پادشاهی بود که لقب «شاه چهارگوشه جهان» را برای خود برگزید، لقبی که نشان‌دهندهٔ وسعت قلمرو و سلطه و سیطرهٔ او بر جهان شناخته‌شدهٔ آن زمان بود. او به عنوان ایزد محافظ شهر اکده، جایگاهی همچون جایگاه انلیل در نیپور یافت. در اساطیر میان‌رودان، هر شهر ایزد یا ایزدبانوی محافظ و حامی خود را داشت که مورد پرستش مردم آن شهر بود. یافتن چنین جایگاهی برای نارام‌سین به معنای تحکیم قدرت و مشروعیت بخشیدن به حکومتش بود. نام‌آوری و آوازهٔ نارام‌سین به اندازه‌ای بود که برخی از حاکمان بعدی، از جمله نارام‌سینِ اهل اشنونا (قرن نوزدهم پیش از میلاد)، نارام‌سینِ اهل آشور (قرن هجدهم پیش از میلاد) و همچنین نارام‌سینِ اهل اوروک، با الهام از او همین نام را برای خود برگزیدند. این امر نشان‌دهندهٔ تأثیر عمیق نارام‌سین بر فرهنگ و تاریخ بین‌النهرین است، به طوری که حتی پس از گذشت قرن‌ها نام او به عنوان نمادی از قدرت و شکوه یاد می‌شد. این پادشاهان با  انتخاب نام نارام‌سین، نه تنها به دنبال بهره‌گیری از اعتبار و شهرت او بودند، بلکه آگاهانه یا ناآگاهانه به نوعی تداوم بخش میراث او در تاریخ میان‌رودان نیز بودند.

## زندگی‌نامه
نارام‌سین فرزند منیشتوشو بود، بنابراین او برادرزادهٔ شاه ریموش و نوهٔ سارگون بزرگ و تاشلولتوم محسوب می‌شد. همچنین انهدوآنا، کاهنهٔ اعظم معبد ایزدبانو اینانا، عمهٔ نارام‌سین بود. در بیشتر نسخه‌های «فهرست (یا سالنامه‌های] پادشاهان سومری»، نام نارام‌سین پس از مانیشتوشو آمده است، اما در نسخهٔ «اور سوم» از این فهرست، ترتیب نام‌های ریموش و مانیشتوشو جابه‌جا شده است.
لازم به ذکر است که نام او در زبان آکدی باستان به طور دقیق «نارام‌سین» یا «نارام-سوعِن» نیست، بلکه باید به صورت «نارام-سویین» (با تلفظ /narām-tsuyin/) یا «نارام-سوئین» (با تلفظ /narām-tsuʾin/) بازسازی شود.

### پادشاهی

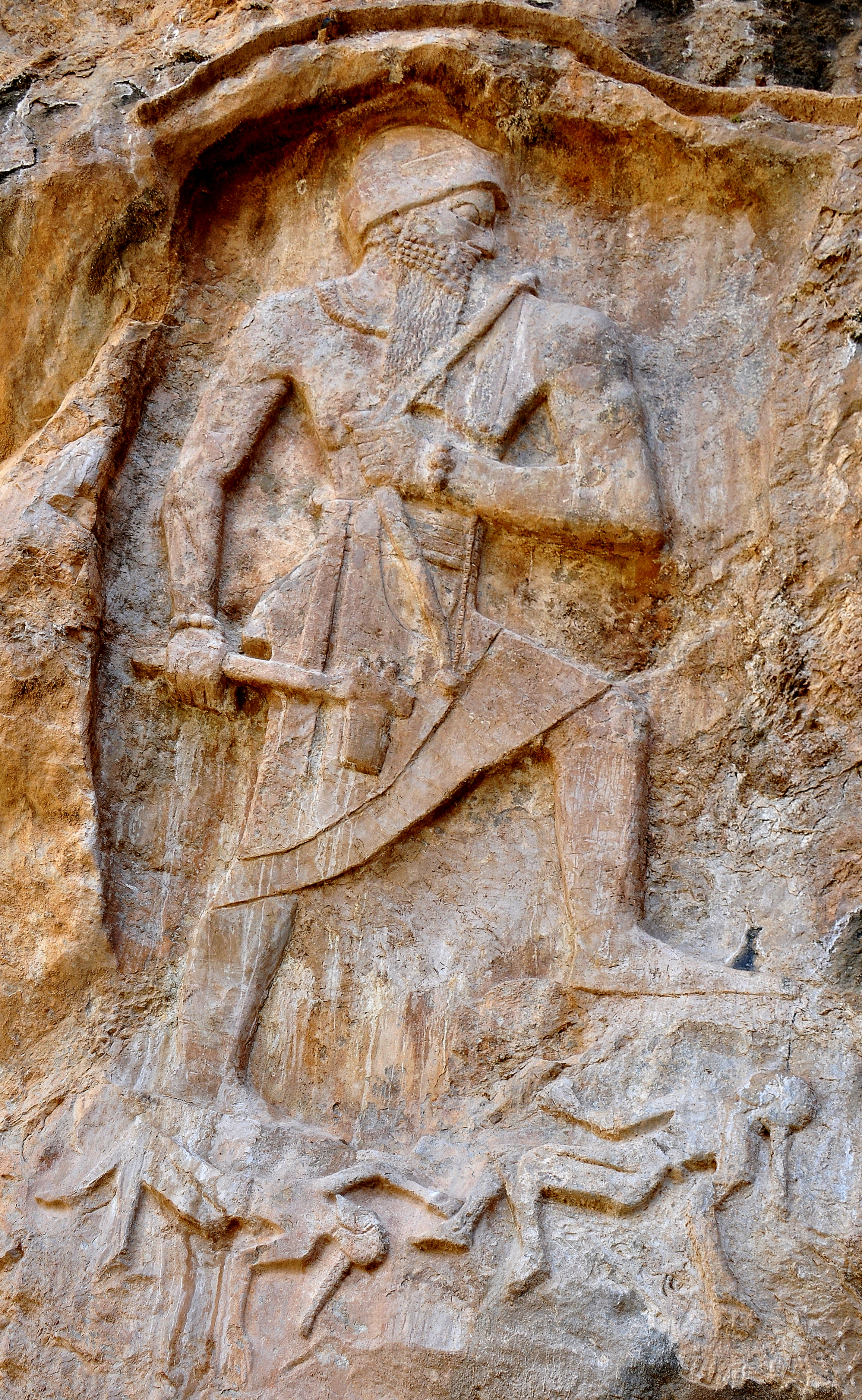
سنگ‌نگاره احتمالی نارام-سین در دربند گور، جشن پیروزی او بر لولوبی‌ها و پادشاهشان ساتونی رشته‌کوه قره داغ، سلیمانیه، کردستان عراق.

نارام-سین قبایل مختلف تپه‌های شمالی را در زاگرس، توروس و کوه‌های آمانوس شکست داد و امپراتوری خود را تا حد دریای مدیترانه و ارمنستان وسعت بخشید. «استوانه پیروزی» او، پیروزی او بر ساتونی، حاکم لولوبی در رشته‌کوه زاگرس را به تصویر می‌کشد. سالنامه‌های پادشاهان سومری طول سلطنت او را ۵۶ سال ذکر می‌کنند و حداقل ۲۰ سال‌نامِ او مشخص است که به اقدامات نظامی علیه مکان‌های مختلفی مانند اوروک و شوبارتو اشاره دارد. یک سال‌نامِ ناشناخته به عنوان «سالی که نارام-سین بر سیموروم در کیراشنیوه پیروز شد و بابا-فرماندار سیموروم و دو «انسی» آرامی را به اسارت گرفت»، ثبت شده است. نام‌سال‌های دیگرِ او به ساخت و سازهای او در معابد اکد، نیپور و زابالا اشاره دارد. او همچنین در ناگار و نینوا مراکز اداری تأسیس کرد. به طور کلی نمی‌توان ترتیب مشخصی برای نام‌سال‌های نارام‌سین تعیین کرد، به جز اولین نام‌سال که «سالی که نارام‌سین از معبد انلیل سلاحی آسمانی/آن دریافت کرد» است. با این حال، می‌توان آن‌ها را بر اساس وجود نشانهٔ الوهیت در نام او، به دوران پیش از الوهیت و پس از آن (که فرض می‌شود اندکی پس از «شورش بزرگ» رخ داده باشد) تقسیم کرد.
در دوران سلطنت  نارام‌سین، کنترل مستقیمِ پادشاهیِ اکد بر دولت-شهرها افزایش یافت. او با  انتصاب برخی از پسرانِ پُرشمارِ خود به عنوان فرمانداران مناطق کلیدی و دخترانش به عنوان کاهنه‌های اعظم، کنترل خود را بر دولت-شهرهای مختلف حفظ کرد. او همچنین دستگاهِ ثبت‌وضبط (منشی‌گری) اسناد حکومتی را اصلاح کرد.

### تسلیم شدن پادشاهان سومری
او تعدادی از فرمانروایان محلی را پس از تسلیم شدن در جای خود باقی گذاشت. از جمله مسکیگال، فرمانروای دولت-شهر اداب، و کارسوم، فرمانروای شهر گم‌شدهٔ نیقوم. همچنین، لوگال-اوشومگال فرمانروای لاگاش نیز جزو ابقاءشدگان بود. کتیبه‌های متعددی متعلق به لوگال-اوشومگال، که بعدها به خدمت شار کالی شری، جانشین نارام‌سین، نیز درآمد، به ویژه مهرها، شناخته شده است که به او به عنوان فرماندار لاگاش و دست‌نشاندهٔ (𒀵, arad، "خدمتکار" یا "بنده") نارام‌سین اشاره می‌کنند. یکی از این مهرها اعلام می‌کند:
ای نارام-سین، ایزد توانای اکد، شاه چهارگوشه جهان، لوگالووشومگال، کاتب، «انسی» از لاگاش، خاک پای توست.— مهر لوگال-وشومگال به عنوان رعیت نارام سین.

### شورش بزرگ
یکی از مهم‌ترین رویدادهای دوران پادشاهی نارام‌سین، شورش گسترده‌ای بود که علیه امپراتوری اکد رخ داد. این امپراتوری که توسط پدربزرگ او، سارگون، اولین فرمانروای اکد، بنیان نهاده شده بود، در غرب تا سوریه و مکان‌هایی مانند تل براک و تل لیلان، در شرق تا ایلام و حکومت‌های وابسته به آن منطقه، در شمال تا جنوب آناتولی، و در جنوب تا خلیج فارس گسترش یافته و تمامی قدرت‌های  سنتی سومری مانند اوروک، اور و لاگاش را در بر می‌گرفت. همهٔ این نهادهای سیاسی، تاریخی طولانی به عنوان قدرت‌های مستقل داشتند و در طول عمر امپراتوری اکد، گاه‌وبیگاه خواهان استقلال می‌شدند.
در برهه‌ای از سلطنت  نارام‌سین، قیامی فراگیر رخ داد. ائتلافی بزرگ از شهر-ایالت‌ها به رهبری ایفور-کیس از کیش (سومر) و آمار-گیریِد از اوروک، با همراهی اِنلیل-نیزو از نیپور، و همچنین دولت-شهرهای «کوثا، تیوا، سیپار، کازالو، کیریتاب، [آپی]اک و جی‌اِن» و همچنین «کوه‌نشینان آموری» شکل گرفت. شهر بورسیپا نیز از جمله شهرهایی بود که به این شورش پیوست.

ما از این وقایع از طریق تعدادی کتیبهٔ بابلی باستان از کتیبه‌های قدیمی‌تر و همچنین یک سند معاصر با آن از دوران آکدی باستان آگاهی داریم. تندیس باستکی که در سال ۱۹۷۴ میلادی کشف شد، پایهٔ یک تندیس مسی به اندازهٔ طبیعی از نارام‌سین بود. در این کتیبه آمده است:
نارام‌سین، پادشاه قدرتمند اکد، هنگامی که چهارگوشهٔ جهان با هم علیه او شورش کردند، به یاری عشق و محبتی که ایزدبانو ایشتار به او ارزانی داشت، در ۹ نبرد در طول یک سال پیروز شد و پادشاهانی را که آن‌ها (شورشیان) علیه او برانگیخته بودند، اسیر کرد. از آنجایی که او بنیان‌های شهرش را از خطر محافظت کرد، شهروندان شهرش از ایشتار در اِآنا، اِنلیل در نیپور، داگان در توتول، نین‌هورساگ در کِس، اِآ در اِریدو، سین در اور، شَمَش در سیپار، و نرگال در کوتا درخواست کردند که نارام‌سین به ایزد شهرشان تبدیل شود و آنها در اکد معبدی وقف شده برای او ساختند. اما کسی که این کتیبه را بردارد، خدایان شَمَش، ایشتار، نرگال، مأمور پادشاه، یعنی همهٔ آن خدایانی که در بالا ذکر شد، بنیان‌هایش را برکنند و نسلش را نابود کنند. 
پس از این اتفاقات، نارام‌سین خود را به عنوان خدا معرفی کرد و همچنین سارگون و منیشتوشو را پس از مرگ به مرتبهٔ الوهیت رساند، اما این کار را برای ریموش انجام نداد. بازتاب این شورش در آثار ادبی بعدی سومری مانند «شورش بزرگ علیه نارام‌سین»، «نارام‌سین و لشکر دشمن» و «گولا-آن و هفده پادشاه علیه نارام‌سین» منعکس شده است.

### فتح آرمانوم و ابلا
فتح آرمانوم و ابلا در سواحل مدیترانه توسط نارام-سین در چندین کتیبه او ذکر شده است:
«در حالی که از زمان پیدایش بشر، تا به حال هیچ پادشاهی که آرمانوم و ابلا، خدای نرگال، را به وسیله سلاح (خود) نابود کرده باشد، راه را برای نارام سین، قدرتمند، باز نکرده و آرمانوم و ابلا را به او بخشیده است. به‌علاوه آمانوس، کوه سدر و دریای علیا را به او داد و با سلاح‌های خدای داگان، که پادشاهی او را بزرگ می‌کند، نارام سین، قدرتمند، آرمانوم و ابلا را فتح کرد.»

### کنترل ایلام

نارام-سین از ایلام در شرق تا ابلا و آرمانوم در غرب لشکرکشی کرد.

ایلام حداقل به‌طور موقت از زمان سارگون تحت سلطه اکد بود. احتمالاً پادشاه ایلامی خیتا با نارام-سین پیمان صلح امضا کرده است که می‌گوید: «دشمن نارام-سین دشمن من است، دوست نارام-سین دوست من است».".پیشنهاد شده است که معاهده رسمی به نارام-سین اجازه می‌دهد تا در مرزهای شرقی خود صلح داشته باشد تا بتواند به طور مؤثرتری با تهدید گوتیوم مقابله کند. این معاهده حاکی از آن است که خیتا نیروهای ایلامی را در اختیار نارام سین قرار داد، او دخترش را به عقد پادشاه اکدی درآورد، و موافقت کرد که مجسمه‌های نارام سین را در نیایشگاه‌های شوش برپا کند. در واقع، معروف است که نارام-سین در دوران سلطنت خود نفوذ شدیدی بر شوش داشت و معابد و کتیبه‌هایی به نام خود ساخت و زبان اکدی را جایگزین زبان ایلامی در اسناد رسمی کرد.
در زمان نارام سین، «فرمانداران نظامی کشور ایلام» (شاکانکوها) با نام‌های معمولی اکدی، مانند ایلی‌شمانی یا اپیرموپی، شناخته می‌شوند. این نشان می‌دهد که این فرمانداران ایلام از مقامات امپراتوری اکد بوده‌اند.

## نفرین اکد

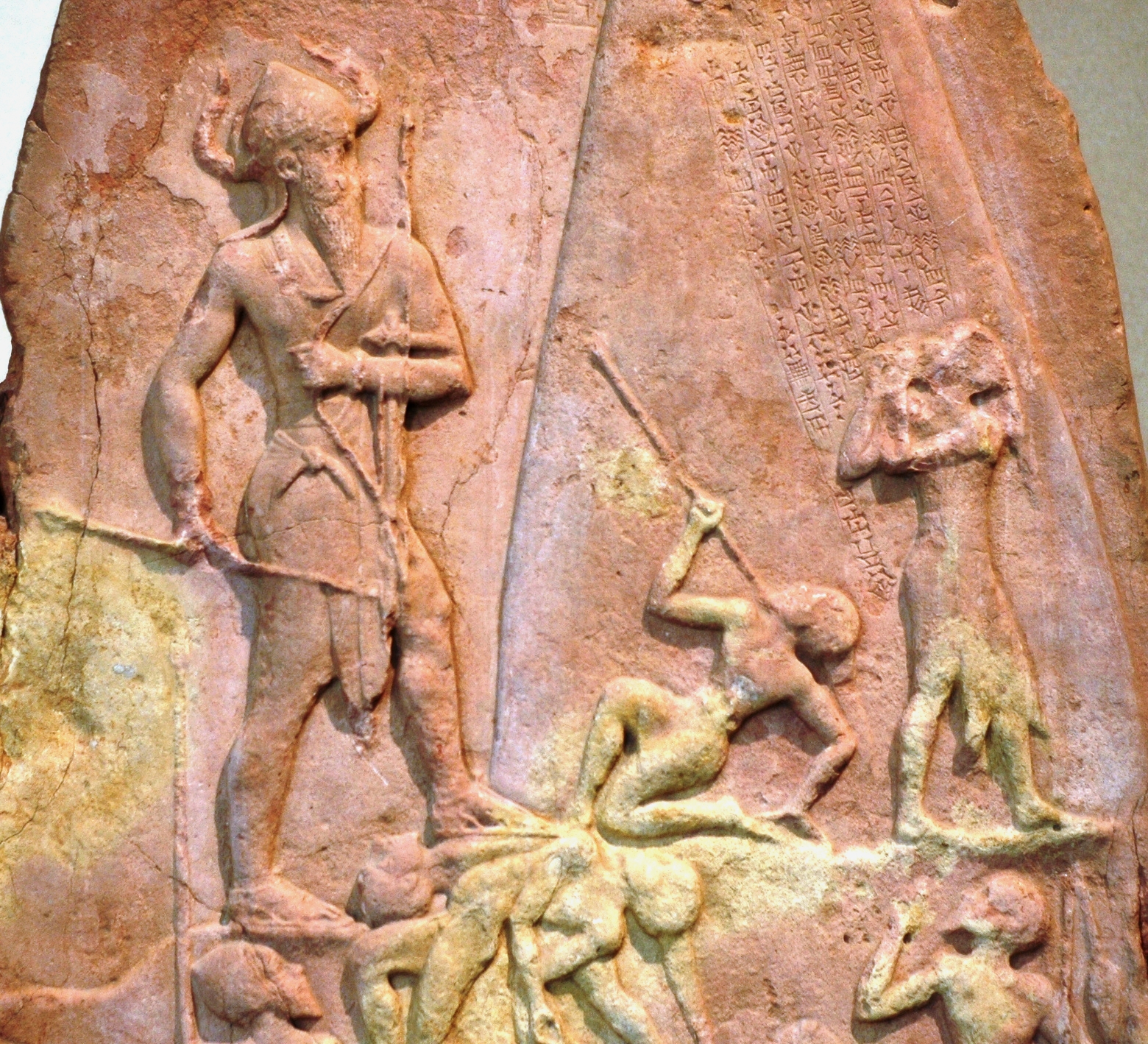
ستون پیروزی نارام-سین حدود ۲۲۳۰ پ. م، او را نشان می‌دهد که لولوبی‌ها، قبیله‌ای در رشته‌کوه زاگرس و پادشاه آنها ساتونی را شکست می‌دهد، آنها را زیر پا می‌گذارد و نیزه می‌کند. ساتونی، درست ایستاده، به نارام-سین التماس می‌کند که او را نجات دهد. نارام-سین نیز دو برابر سربازانش است. در قرن دوازدهم قبل از میلاد به شوش برده شد، جایی که در سال ۱۸۸۹ یافت شد.

یکی از اسطوره‌های میانرودانی، شعری تاریخ‌نگاری با عنوان «نفرین اکد:انتقام ایکور»، توضیح می‌دهد که چگونه امپراتوری ایجاد شده توسط سارگون اکدی سقوط کرد و پایتختش شهر اکد ویران شد. این اسطوره صدها سال پس از زندگی نارام-سین نوشته شد و تلاش شاعر برای توضیح چگونگی موفقیت گوتی‌ها در فتح سومر است. پس از یک قطعه آغازین که شکوه اکد را قبل از نابودی آن توصیف می‌کند، این شعر می‌گوید که چگونه نارام سین با غارت ایکور (معبد انلیل در نیپور) خدای اصلی انلیل را خشمگین کرد. انلیل با خشم خود گوتیان را از تپه‌های شرق دجله به پایین فراخواند و طاعون، قحطی و مرگ را در سراسر میانرودان به ارمغان آورد. قیمت غذا تورم بالایی پیدا کرد، با این شعر که ۱ بره فقط نصف سیلا (حدود ۴۲۵ میلی لیتر) غلات، نصف سیلا روغن یا نصف مینا" (حدود ۲۵۰ گرم) پشم. برای جلوگیری از این نابودی، هشت نفر از خدایان (یعنی اینانا، انکی، سین، نینورتا، اوتو، ایشکور، نوسکو و نیسابا) حکم کردند که شهر اکد باید نابود شود تا بقیه سومر در امان بماند و آن را نفرین کردند. این دقیقاً همان چیزی است که اتفاق می‌افتد و داستان با نوشتن سرنوشت اکد توسط شاعر به پایان می‌رسد و کلمات نفرین خدایان را قبلاً منعکس می‌کند:
جاده‌های ارابه‌هایش، خشک و بی‌روح، جز گیاهِ زاری چیزی به بار نیاورد.
در کنار کانال‌هایش، بر سواحل و مسیرهایی که روزگاری قایق‌ها در آن می‌خرامیدند، دیگر هیچ انسانی قدم نمی‌گذارد؛ گویی بزهای وحشی، جانوران موذی، مارها و عقرب‌های کوهستانی صاحبان آن سرزمین شده‌اند.
دشت‌هایش که روزگاری پر از گل‌ها و گیاهان روح‌نواز بود، اینک جز نیزارهای غم‌انگیز چیزی به خود نمی‌بیند.
اکد، که آب‌های شیرین و گوارا در آن جاری بود، اینک آب‌هایش طعم تلخ شکست و ویرانی را به  کام می‌چشاند.
هر که گفت «در آنجا سکنی خواهم گزید»، آشیانه‌ای جز ویرانه نیافت.

هر که گفت «در اکد خواهم خوابید»، خوابی جز کابوس ندید.

### تهاجمات گوتیان
این یورش‌های گوتیان واقعاً ویرانگر بود، اما مشخص نیست که آنها چقدر بر سومر تأثیر منفی گذاشتند. در مقطعی از دوره اکدی، گوتیان پایتختی را در شهر ادب تأسیس کردند. نارام-سین ممکن است ۲۲۱۹ پ. م امپراتوری خود را به پسرش شار کالی شری پس از مرگش در سال کم و بیش دست نخورده واگذار کرده باشد یا ممکن است کمی بیشتر از خود اکد گذشته باشد. نام‌های سال شار کالی شری بیانگر تداوم تسلط بر نیپور و حداقل بابل است. گوتی‌ها بیش از ۱۰۰ سال در آنجا ماندند تا اینکه با ایالت اور سوم به عنوان قدرت سیاسی غالب جایگزین شدند.

## در فرهنگ عامه
در سال ۲۰۲۱ پادشاه نارام سین شخصیتی در بازی ویدئویی "خانه خاکستر" است که داستان اصلی در معبد شخصی او رخ می‌دهد. در بازی، او «خدا پادشاه» خودخوانده اکد است و پس از نفرین شدن توسط خدا انلیل درگیر جنگ با گوتیان است. او پس از غارت معبدش دچار جنون شد. صدای نارام سین و ضبط حرکت توسط سامی کریم انجام شد.

## کتیبه نارام‌سین
از نارام-سین نوه سارگون یک لوح سنگی از جنس آهک به طول ۲۰۰ سانتی‌متر باقی مانده که در آن پیروزی نارام-سین و سپاهش با شکست دادن قوم لولوبی، قبیله‌ای در کوه‌های زاگرس (ایران)، نقش شده است. در لوح نارام سین بزرگی اندازه شاه تأکید بر قدرتمندی و پیروزی او دارد.
نارام-سین پس از تصرف شوش، به نواحی کوهستانی مغرب ایران نیز، حرکت کرد و با لولوبی‌ها که در آن نواحی مسکن داشتند نیز جنگید و پیروز شد و یادگار این پیروزی را لوحه‌ای سنگی به صورت نقش برجسته نمایش داد و آن را در معبد شهر «سیپار» قرار داد. بعدها ایلامی‌ها موفق شدند اکدی‌ها را از شهرهای خود بیرون کنند و این سنگ را نیز به شوش آوردند، و قرنها بعد فرانسوی‌ها در ضمن کاوش‌های شوش آن را پیدا کرده به موزه لوور در پاریس بردند و اکنون در آن موزه موجود است.